# Рангджунг Ригпе Дордже
Рангджунг Ригпе Дордже (тиб. རང་འབྱུང་རིག་པའི་རྡོ་རྗེ, Вайли Rang 'byung rig pa’i rdo rje; 16 июля, 1924 — 5 ноября, 1981) — шестнадцатый Гьялва Кармапа, духовный лидер тибето-буддийской школы Карма Кагью в сер. XX века.

## Биография

### Ранние годы и образование
Кхакьяб Дордже, Кармапа XV, оставил своему слуге Джампелу Цультриму письмо-предсказание с данными о месте рождения, родителях и других обстоятельствах своего следующего перерождения. В этом письме Беру Кхьенце, Ситупа и Джамгон Конгтрул нашли точные инструкции, следуя которым они обнаружили нового тулку. Он родился в Денкхоке, провинция Деге, Кам (Восточный Тибет), на берегу реки Янцзы.
Его доставили в монастырь Палпунг, где он получил множество поучений, монашеские обеты и обеты бодхисаттвы от Ситу Пема Ванчунга. Он получил много тантрических передач от Беру Кьенце Лодрё Мицат Пампай Гоша. Сутры он изучал с Бо Кангкаром Ринпоче. Джамгон Палден Кхьенце Озер передал ему Махамудру и Шесть Йог Наропы. Кармапа считал Ситу Пема Ванчунга и Джамгона Палден Кхьенце Озера своими главными учителями.
В 1931 году, в возрасте семи лет, он провёл свою первую церемонию Чёрной Короны. Тысячи свидетелей этого события сообщают о дожде из цветов и многочисленных радугах в небе. Был зафиксирован случай, когда юный Кармапа завязал в узел меч своего слуги. В возрасте тринадцати лет прошла церемония обрезания волос Кармапы, которую провёл Далай-Лама XIII.
В период обучения он получил все передачи линии кагью, а также много лет учился у Сакья Тридзина. В начале 1940 года он ушёл в ретрит, а в 1947 году началось его паломничество в Индию вместе с Тензином Гьяцо, Далай Ламой XIV. Рангджунг продолжил обучение с 10-м Миндролинг Триченом школы ньингма, которое закончилось посвящением Калачакры школы гелуг. Таким образом, Кармапа получил все основные поучения, относящиеся ко всем главным школам тибетского буддизма.
Кармапа XVI путешествовал и учил по всему Тибету, Бутану, Непалу, Сиккиму, Индии, отдельным регионам Китая. Он также занимался поиском местонахождения перерождений высоких лам.

### Побег из Тибета
В ходе подготовки Соглашения по мирному освобождению Тибета Кармапа в составе тибетской делегации в 1950 году посетил Пекин. В феврале 1959 года, в ходе китайского вторжения в регион, Кармапа со 160 ламами, монахами и другими учениками из монастыря Цурпху бежал в Бутан, взяв с собой самые священные реликвии.
Король Сиккима Таши Намгьял даровал Кармапе землю, на которой в 1966 году была построена новая резиденция Кармапы — монастырь Румтек. Традиционная резиденция Кармапы, монастырь Цурпху, до сих пор существует, хотя количество монахов там ограничено.

### Рост активности на Западе
В начале 1970-х годов Кармапа предсказал, что в Тибете произойдёт жестокая борьба за независимость, и даже в случае успеха Кармапа и монахи, бежавшие из Тибета, не смогут туда вернуться. Румтек тоже не будет подходящим местом, и хотя ситуация в Сиккиме и Бутане всё ещё стабильная, она может тоже ухудшиться. С другой стороны, буддизм с радостью примут на Западе. Предсказав это, Кармапа отправил ламу Гендюна в путешествие по Европе.
В 1974 Кармапа отправился в свою первую поездку по странам Запада. Он посетил Европу, Канаду и Соединённые Штаты, где провёл несколько церемоний Чёрной Короны, а также ему была предоставлена аудиенция с Папой Павлом VI. В 1976-77 он отправился в более масштабный тур, во время которого давал поучения и посвящения, побывал почти во всех основных городах Европы.
Кармапа XVI распространял тибетский буддизм на Западе, основывая дхарма-центры и монастыри. Хотя предшествующие Кармапы считались самыми почитаемыми и авторитетными ламами школы кагью, именно Рангджунг Ригпе Дордже по инициативе Тибетского правительства в изгнании стал первым официальным главой этой школы. В 1980 году Кармапа совершил свой последний мировой тур. Он давал поучения, интервью и посвящения в Южно-Восточной Азии, Греции, Англии и США.

### Смерть Кармапы
Рангджунг Ригпе Дордже умер от рака в клинике 5 ноября 1981 в Соединённых Штатах (Зайон, Иллинойс). Доктора и медсёстры этой клиники рассказывали, что Кармапа был всегда очень доброжелателен. Казалось, он заботился об их благополучии, забывая о себе. Один из докторов был поражён тем, что Кармапа отказался от обезболивающих. Пациенты в его состоянии обычно жалуются на сильную боль, но у Кармапы не было никаких признаков боли. После смерти Кармапы, несмотря на правила клиники, его тело находилось там ещё в течение 3-х дней, и всё это время его сердечный центр оставался горячим.
Заведующий персоналом клиники, Радульфо Санчес, не смог с точки зрения медицины объяснить этот феномен.
В течение семи недель после смерти тело Кармапы само по себе сжалось до размеров маленького ребёнка. Церемония кремации прошла в Румтеке. В этот день умерли две собаки Кармапы, при этом будучи абсолютно здоровыми. Во время сжигания в ясном голубом небе появилась радуга, окружающая солнце.. Горящий шар выкатился из пламени к краю ступы, прямо к ногам Лопен Цечу Ринпоче. Этот шар вернули обратно в ступу, он являл собой глаза, язык и сердце Кармапы. Таким образом, тело, речь и ум слились для того, чтобы их сохранили, как реликвии. Это под силу только высоко-реализованным буддийским йогам. То же самое произошло во время кремации Гампопы и Кармапы II Карма Пакши.

## Наследие
Одно лишь присутствие Кармапы дарило неизмеримое и долгое благословение всем, кто входил с ним в контакт. Кармапа сам говорил, что Будду можно узнать по его смеху. О Кармапе говорили, что когда он смеялся, а смеялся он всегда, его смех можно было услышать даже в соседнем квартале.
Утверждается, что Кармапа демонстрировал умение общаться с животными. Оле Нидал описывает следующий случай. На одном из курсов в Европе большой ворон стучался в окно, за которым Кармапа давал поучения. Когда окно открыли, ворон подлетел прямо к Кармапе. Потом Кармапа сказал, что в нескольких милях находится амбар, откуда две другие птицы не могут выбраться. Он отправил туда двух человек, которые, конечно же, нашли и спасли птиц. Рангджунг Ригпе Дордже испытывал особую любовь к птицам, и, путешествуя, он обязательно посещал зоомагазины в каждом городе.
Многие считали Рангджунга Ригпе Дордже живым Буддой. Как и его предшественники, он был фигурой прежде всего духовной и, поэтому, не был вовлечён в политику. Вместо этого его усилия были направлены на сохранение духовных традиций Тибета. Таким образом, он помог сохранить его особенность — уникальную и неповторимую культуру. Кармапа XVI является духовным вдохновением для сотен тысяч людей со всего мира, которые ежедневно медитируют на него.

## Использованные источники
- Kagyu Life International Volume 3 'A Brief History of the Karma Kagyu Lineage of Tibet' by Topga Yugyal Rinpoche
- Buddhism Today Volume 2 1996 'The Karmapas of Tibet' By Brooke Webb
- Buddhism Today Issue 15 2005 Volume 1 'The Golden kagyu Garland' By Bruce Tawer
- «Верхом на тигре» Лама Оле Нидал
- «Открытие Алмазного Пути» Лама Оле Нидал